# 格拉馬茲季
50°53′37″N 31°8′45″E / 50.89361°N 31.14583°E
格拉馬茲季（烏克蘭語：Гламазди），是烏克蘭北部的村莊，隸屬切爾尼希夫州的切爾尼希夫區。該村始建於1860年，面積0.78平方公里，海拔高度110米，2001年人口516，人口密度每平方公里664.95人。